# Ellsworth Johnson

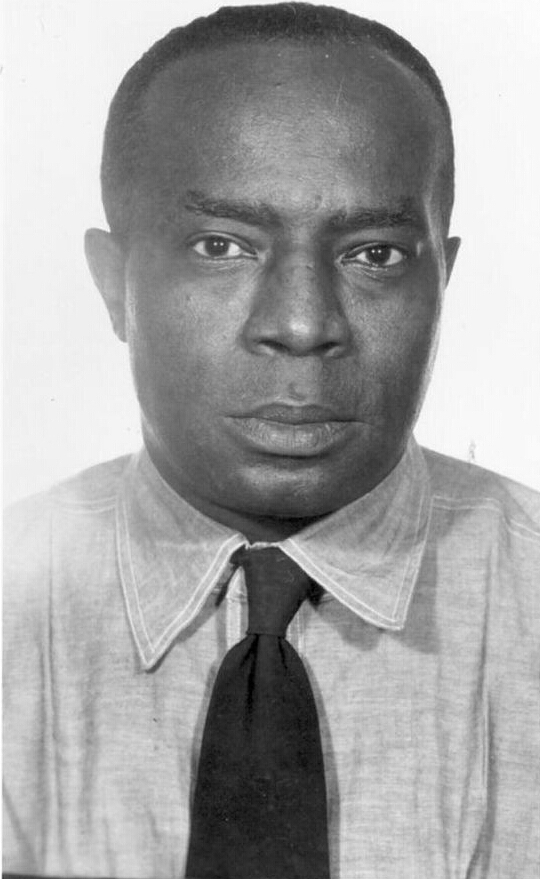
Polizeifoto von Johnson als Häftling im Bundesgefängnis Leavenworth (1954)

Ellsworth Raymond „Bumpy“ Johnson (* 31. Oktober 1905 in Charleston, South Carolina; † 7. Juli 1968 in Harlem, New York City) war ein amerikanischer Gangsterboss und Drogenhändler. Er gilt als einer der berüchtigtsten Gangster, die das Stadtviertel Harlem hervorbrachte.

## Leben

### Frühe Jahre
Ellsworth Raymond Johnson wurde am 31. Oktober 1905 in Charleston, South Carolina als das jüngste von 7 Geschwistern geboren. Seine Mutter arbeitete zu jener Zeit als Hausangestellte und sein Vater als Fischer. Den Spitznamen „Bumpy“ erhielt er bereits in jungen Jahren wegen einer Deformation gleich einer größeren Beule (englisch bump) an seinem Hinterkopf.
Als Bumpy Johnson 10 Jahre alt war und die Lynch-Ära sich auf dem Höhepunkt befand, wurde sein älterer Bruder Willie beschuldigt einen weißen Mann getötet zu haben und aus Sorge um seine Sicherheit in den Norden nach New York City zu Verwandten gesandt. In der Schule konnte Bumpy gut mit Zahlen umgehen, war Klassenbester im Lesen und zeigte Interesse an Geschichte. Neben seinen Schulaktivitäten arbeitete er als Zeitungsbote und geriet regelmäßig mit Kindern weißer Hautfarbe in Streitereien. Aufgrund seines Temperaments und Geltungsbedürfnisses gegenüber Weißen sorgten sich seine Eltern um seine Sicherheit, weshalb auch er im Jahr 1919 zu seinem eigenen Schutz und für eine bessere Zukunft zu seiner älteren Schwester Mabel nach Harlem geschickt wurde.

### Aufstieg in der Unterwelt
In New York City angekommen, brach Bumpy die Schule ab und arbeitete einige Monate als Hausmaler, Servicemitarbeiter und Portier. Jedoch fand die Beschäftigung zum Arbeitslohn bei ihm wenig Anklang, weshalb er begann, sich auf den Straßen Harlems mit zwielichtigen Personen herumzutreiben. Der Gangster William „Bub“ Hewlett nahm Notiz von Bumpy und heuerte ihn an als Schutzgeld-Eintreiber und als Wache in Annahmestellen des illegalen Nummernspiel-Geschäfts, auch Straßenlotterie genannt.
Im Jahr 1925 wurde Bumpy Johnson zur Rehabilitation in der Jugendstrafanstalt Elmira Reformatory eingewiesen. Fälschlicherweise wurde in diversen Artikeln darüber berichtet, er sei im Alter von 17 Jahren in besagter Anstalt untergebracht worden. Der Grund für diese Tatsache sei der Umstand, dass seine Mutter im Jahr 1925 bei seiner Aufnahme in einem Fragebogen, den bis in die 1980er-Jahre niemand gelesen habe, angab, er sei am 31. Oktober 1908 geboren.
Im Jahr 1932 wurde Bumpy, nachdem er zweieinhalb Jahre wegen Raubes in der Sing Sing Justizvollzugsanstalt inhaftiert war, aus der Haft entlassen und arbeitete fortan als Vollstrecker für Stephanie „Madam Queen“ St. Clair, die in Harlem seit den 1920er-Jahren eines der profitabelsten Nummernspiel-Geschäfte leitete.

#### Krieg gegen Dutch Schultz

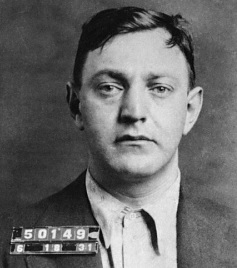
Polizeifoto von Dutch Schultz (1931)

Zu dieser Zeit neigte sich die Prohibition dem Ende, weshalb sowohl jüdische Banden als auch die italienisch-amerikanische Mafia einen großen Gewinnrückgang zu erwarten hatten und beschlossen, u. a. in die Glücksspielszene von Harlem einzusteigen. Der in der Bronx ansässige jüdische Mobster Dutch Schultz war der erste, der seit 1931 im großen Rahmen in Harlem Nummernspiel-Betreibern Prozente oder auch Schutzgeld abverlangte. Trotz der skrupellosen Gewalt und Einschüchterung mittels korrumpierter Polizisten gegen Madam St. Clair und weitere Nummernspiel-Betreiber weigerte sie sich, Schultz Prozente ihres Unternehmens zu gewähren, und ließ sich auf einen Bandenkrieg mit ihm ein. Zu jener Zeit wurde Bumpy, der es verstand, strategisch gegen Schultz vorzugehen, Hauptvollstrecker von Madam St. Clair und stieg zu ihrer "rechten Hand" auf.
Ulysses Rollins – einem Vollstrecker von Schultz – soll während eines Kampfes von Bumpy quasi ein Augapfel herausgeschnitten worden sein, als er ihn mit einem Messer 36 Mal gestochen habe.
Der bis zum Oktober des Jahres 1935 andauernde Bandenkrieg endete mit dem Tod von Dutch Schultz, nachdem dieser die Ermordung von Staatsanwalt Thomas E. Dewey geplant hatte, dessen Ermordung jedoch von der „Kommission“ – dem Führungsgremium der amerikanischen „Cosa Nostra“ – nicht gebilligt worden war.

#### König von Harlem
St. Clairs Krieg mit Schultz kostete sie eine gute dreiviertel Million US-Dollar und führte zwischenzeitlich zur Verhaftung und Schaden an ihrem eigenen Image, weshalb sie Bumpy 1936 schließlich ihre illegalen Glücksspiel-Geschäfte überließ und sich aus dem aktiven Geschäft zurückzog. Charles „Lucky“ Luciano, der als Oberhaupt der mächtigen „Luciano-Familie“ die Position einer Art Vorsitzenden der „Kommission“ innehatte, übernahm in Harlem die Annahmestellen des Nummernspiel-Geschäfts von Schultz und einigte sich mit Bumpy darauf, dass von diesen Annahmestellen ein Prozentsatz direkt an Bumpy gehe und Luciano im Gegenzug in Harlem für die Unversehrtheit der Geschäfte vor der Mafia sorgt. Im Laufe der Jahre erweiterte Bumpy seine Glücksspiel- und Schutzgeld-Geschäfte, expandierte im großen Stil in den Drogenhandel und wurde im Bereich der Prostitution aktiv.
Bumpy heiratete im Oktober des Jahres 1948 seine Geliebte namens Mayme Hatcher mit der er später die gemeinsame Tochter Elease bekam, deren Tochter Margaret er in späteren Jahren gemeinsam mit seiner Frau als eigene Tochter großzog.

#### Lebensgefährlich verletzt
Im Juni des Jahres 1952, auf dem Höhepunkt seiner kriminellen Karriere, geriet Bumpy eines Nachts im Vets Club in Harlem mit einem Mann namens Robert „Hawk“ Hawkins wegen dessen schlechten Benehmens in einen Streit, wurde von diesem dreimal angeschossen und schließlich mit Schusswunden in Brust und Unterleib schwer verletzt ins Sydenham Hospital eingeliefert. Seine Frau Mayme schrieb später in ihrem Buch, dass Bumpy zu jener Zeit unbewaffnet gewesen sei, da er sich wegen einer laufenden Anklage gegen Kaution auf freiem Fuß befand, und der betrunkene Angreifer, nach dem Ende des Streits mit einem Revolver zurückkehrte und auf Bumpy schoss. Nur wenige Minuten nachdem Bumpy ins Sydenham Hospital eingeliefert worden war, sei das Krankenhaus voller Menschen gewesen, um zu sehen was mit Bumpy geschehen war. Trotz seines kritischen Zustandes war Bumpy einige Wochen später vollständig genesen. Der Kontrahent tauchte unter und wurde nie zur Rechenschaft gezogen.

#### Inhaftierung

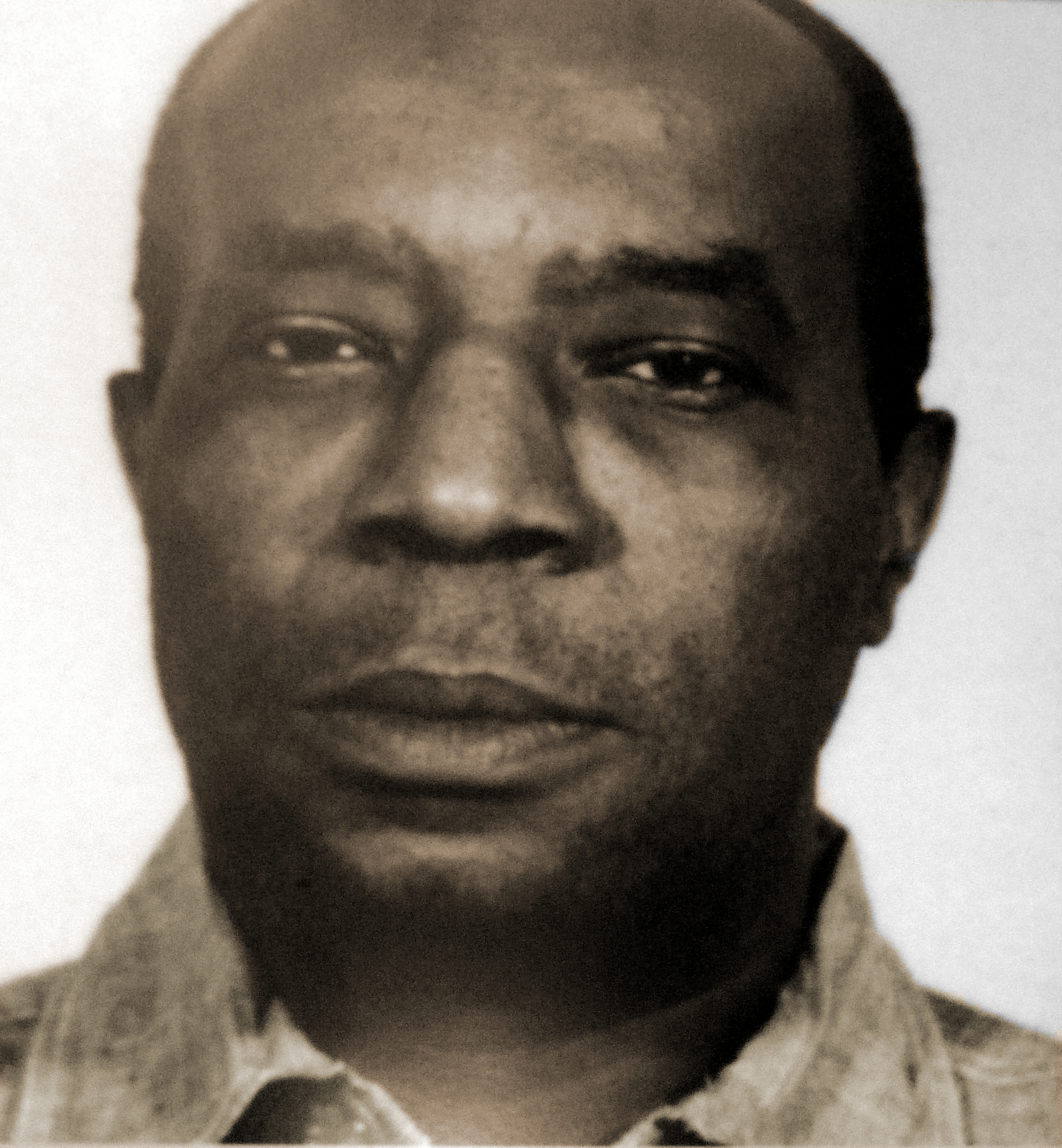
Polizeifoto von Johnson als Häftling Nr. 1117 auf Alcatraz

Bereits einige Monate zuvor wurde Bumpy wegen Verschwörung zum Verkauf von Heroin angeklagt und schließlich zu 15 Jahren Gefängnishaft verurteilt, die er ab 1954 im Bundesgefängnis Leavenworth in Kansas und anschließend im berüchtigten Alcatraz, errichtet in der Bucht von San Francisco, Kalifornien verbüßte.
Verschiedenen Quellen zufolge habe Bumpy die Alcatraz-Häftlinge Frank Morris, sowie John und Clarence Anglin dabei unterstützt, ihre einzigartige Flucht von Alcatraz am 11. Juni 1962 zu ermöglichen. Unbestätigten Berichten zufolge hätte er seine Mafia-Verbindungen genutzt, um den Flüchtlingen ein Schlauchboot nach San Francisco zu garantieren. Der Mithäftling Allen West, der mit den Flüchtigen hatte fliehen wollen, sei wiederholte Male wegen Bumpys etwaiger Beteiligung verhört worden.

### Letzte Jahre
1963 wurde Bumpy schließlich auf Bewährung aus der Haft entlassen und kehrte auf die Straßen Harlems zurück, wo die italienisch-amerikanische Mafia ihn unlängst während seiner Haftzeit aus dem Großteil seiner Geschäfte verdrängt hatte. Verschiedene Quellen behaupten, er wurde zu seiner Rückkehr von der Gemeinde Harlems mit einer Parade begrüßt, jedoch wird dies von einigen Journalisten wie Geoff Schumacher angezweifelt.

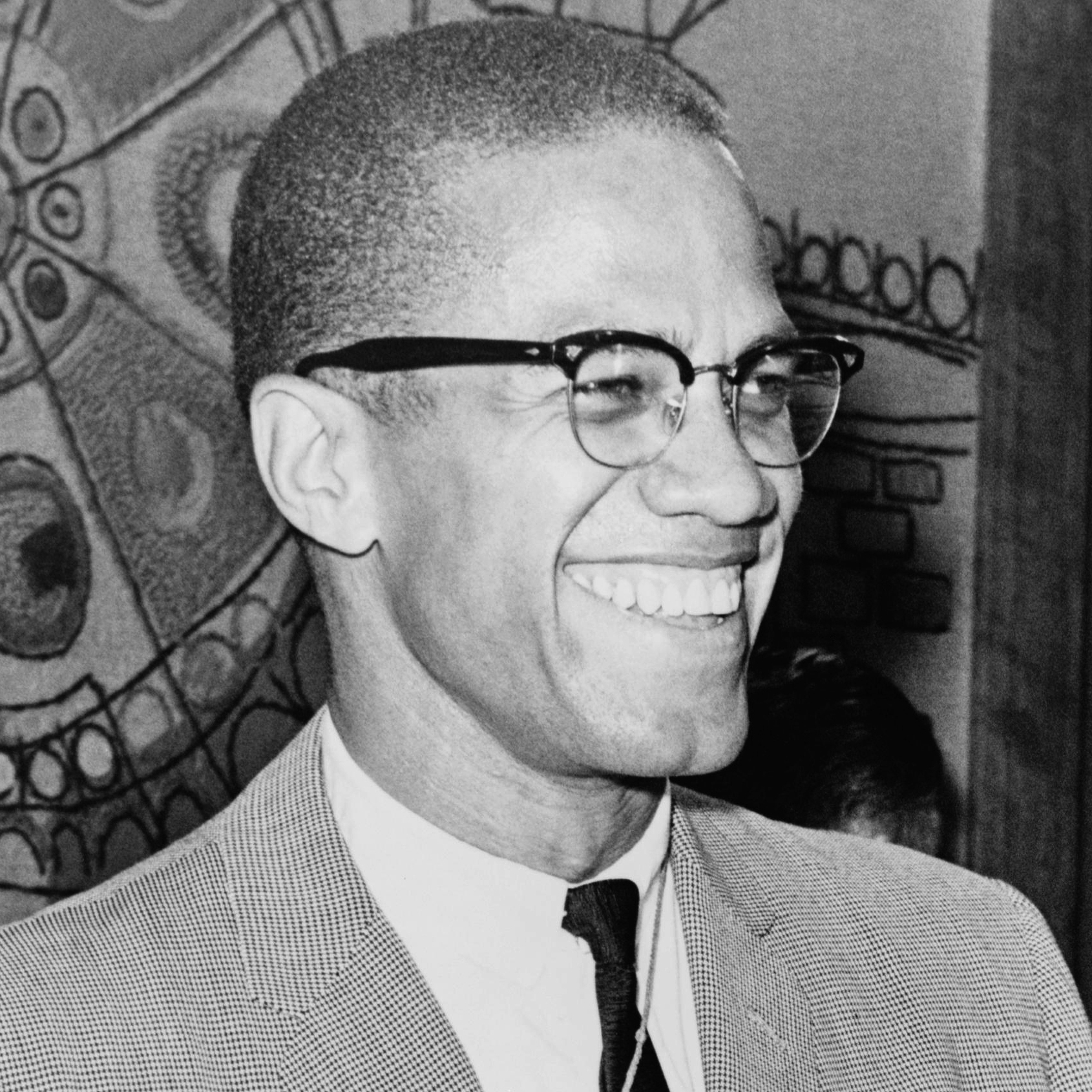
Malcolm X im März 1964

In einem schlauen Zug schloss er sich Malcolm X – dem Wortführer der „Nation of Islam“ an und bemuskelte dessen Machtbasis. Johnson und Malcolm X pflegten einst eine Freundschaft, die bis in die 1940er Jahre zurückreichte, eine Zeit in der Malcolm X als kleiner Straßenhändler unter dem Namen „Detroit Red“ bekannt war. Ebenso gewährte Bumpy ihm Schutz, als er sich 1964 von den Führern der Nation of Islam trennte. Jedoch sei Bumpys Ruf als Gangster für ihn in der Öffentlichkeit nicht tragbar gewesen, weshalb Bumpy seine Wachen wieder abgezogen hatte. Zwei Wochen später, im Februar des Jahres 1965 wurde Malcolm X von Mitgliedern der Nation of Islam ermordet.
Im Dezember 1965 protestierte Bumpy in einer Polizeiwache mit einem Sitzstreik gegen die fortgesetzte Personenüberwachung seinerseits. Wegen der „Weigerung, eine Polizeistation zu verlassen“ wurde er schließlich angeklagt, jedoch vom Richter freigesprochen.
Am 7. Juli 1968 starb Ellsworth Raymond „Bumpy“ Johnson im Alter von 62 Jahren in den frühen Morgenstunden im Restaurant Well’s in Harlem an Herzinsuffizienz. Seine Totenwache wurde vier Tage später in der St. Martin’s Episcopal Church in Harlem abgehalten, und er wurde auf dem Woodlawn Cemetery in der Bronx bestattet.
Zum Zeitpunkt seines Todes wurde Bumpy Johnson erneut der Verschwörung zum Verkauf von Drogen beschuldigt und befand sich durch Hinterlegung einer Kaution in Höhe von 50.000 US-Dollar auf freiem Fuß.

## Trivia
- Wegen seiner Liebe zu Büchern über Geschichte und Philosophie sowie des Schreibens von Gedichten erhielt Bumpy auch den Spitznamen „Der Professor“.[2] Aufgrund seiner Leidenschaft für Schach konnte man ihn in der Öffentlichkeit bspw. gemeinsam mit Charles „Lucky“ Luciano vor dem einstigen Hotel Harlem YMCA Schach spielen sehen.[4] Ebenso pflegte er Beziehungen zu New Yorker Prominenten wie der leitenden Redakteurin von Vanity Fair namens Helen Lawrenson und der Sängerin als auch Schauspielerin Lena Horne.[6]

- Obgleich bekannt war, dass er ein gefährlicher Verbrecher war, galt Bumpy in der Gemeinde von Harlem als Wohltäter, da das Viertel im Allgemeinen durch seine Kontrolle seinerseits sicherer wurde, er den Menschen Gefallen erwies, an den armen Teil der Bevölkerung an Thanksgiving Truthähne verteilte und jährlich Weihnachtsfeiern veranstaltete.[6]

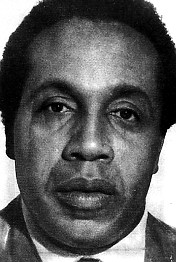
Frank Lucas (Polizeifoto, 1975)

- Frank Lucas, der in den späten 1960er- und frühen 1970er-Jahren zu den einflussreichsten Drogenhändlern New Yorks gehörte, behauptete, der Protegé von Bumpy gewesen zu sein,[21]. Bumpys Witwe Mayme Hatcher jedoch erklärte, Johnson habe sich zwar einige Male von Frank Lucas fahren lassen, in Lucas aber nie mehr gesehen als jemanden, den er seinen Mantel tragen lassen würde. Zumal Bumpy vor seiner Inhaftierung im Jahr 1952 mit ihm in einen Streit geraten sei.[22]

## In der Populärkultur
- In Shaft von 1971 kommt ein „Bumpy Jonas“ als Gangsterboss vor.
- Auch in Flucht von Alcatraz mit Clint Eastwood von 1979 kommt eine Anlehnung an ihn vor. Hier spielt ein „English“, als Führer der Schwarzen in Alcatraz, die Rolle von Bumpy.
- In dem Film Alcatraz (Alcatraz: The Whole Shocking Story) aus dem Jahr 1980 wird Bumpy durch den Schauspieler John Amos verkörpert.
- Die Rolle des Bumpy Rhodes, gespielt von Laurence Fishburne, stellt in dem Film Cotton Club aus dem Jahr 1984 Bumpy Johnson dar.
- Im Jahr 1989 wurde in der Episode The Alcatraz Escape von der Dokureihe Unsolved Mysteries über die Flucht von Alcatraz dreier Insassen im Jahr 1962 berichtet. Bumpy und seine mutmaßliche Beteiligung an der Beihilfe zu deren Flucht wird ebenfalls thematisiert.
- In dem Film Harlem, N.Y.C. – Der Preis der Macht (Hoodlum) aus dem Jahr 1997, der den Bandenkrieg von Stephanie „Madam Queen“ St. Clair und Bumpy gegen den jüdischen Mobster Dutch Schultz behandelt, wird Bumpy Johnson ebenfalls von Laurence Fishburne gespielt.
- American Gangster aus dem Jahr 2007 handelt von dem Drogenhändler Frank Lucas und thematisiert dessen Behauptung, Bumpys Protegé gewesen zu sein. Gespielt wird Bumpy von Clarence Williams III.
- Die Serie Godfather of Harlem (2019) knüpft an Bumpys Entlassung im Jahr 1963 an und vertieft seine Freundschaft zu Malcolm X und einen Bandenkrieg seinerseits gegen die „Genovese-Familie“ von der amerikanischen „Cosa Nostra“. Verkörpert wird er in der Serie von Forest Whitaker.